# Mason (Texas)
Mason is een plaats (city) in de Amerikaanse staat Texas, en valt bestuurlijk gezien onder Mason County.

## Demografie
Bij de volkstelling in 2000 werd het aantal inwoners vastgesteld op 2134.
In 2006 is het aantal inwoners door het United States Census Bureau geschat op 2228, een stijging van 94 (4,4%).

## Geografie
Volgens het United States Census Bureau beslaat de plaats een oppervlakte van
9,5 km², geheel bestaande uit land. Mason ligt op ongeveer 469 m boven zeeniveau.

## Plaatsen in de nabije omgeving
De onderstaande figuur toont nabijgelegen plaatsen in een straal van 56 km rond Mason.